# Ceracupes arrowi
Ceracupes arrowi es una especie de coleóptero de la familia Passalidae.

## Distribución geográfica
Habita en Taiwán y Vietnam.